# Rock Point
Rock Point (navaho Tsé Nitsaa Deezʼáhí) és una concentració de població designada pel cens dels Estats Units a l'estat d'Arizona. Segons el cens del 2000 tenia 724 habitants.

## Demografia
Segons el cens del 2000, Rock Point tenia 724 habitants, 168 habitatges, i 150 famílies La densitat de població era de 20,3 habitants/km².
Dels 168 habitatges en un 64,3% hi vivien nens de menys de 18 anys, en un 61,9% hi vivien parelles casades, en un 22,6% dones solteres, i en un 10,7% no eren unitats familiars. En el 8,9% dels habitatges hi vivien persones soles l'1,8% de les quals corresponia a persones de 65 anys o més que vivien soles. El nombre mitjà de persones vivint en cada habitatge era de 4,31 i el nombre mitjà de persones que vivien en cada família era de 4,63.
Per edats la població es repartia de la següent manera: un 49% tenia menys de 18 anys, un 8,4% entre 18 i 24, un 25,4% entre 25 i 44, un 13,3% de 45 a 60 i un 3,9% 65 anys o més.
L'edat mediana era de 19 anys. Per cada 100 dones de 18 o més anys hi havia 98,4 homes.
La renda mediana per habitatge era de 25.208 $ i la renda mediana per família de 34.500 $. Els homes tenien una renda mediana de 24.671 $ mentre que les dones 26.875 $. La renda per capita de la població era de 8.320 $. Aproximadament el 33,2% de les famílies i el 37% de la població estaven per davall del llindar de pobresa.
El segons el cens dels Estats Units de 2010 el 97,79% dels habitants són nadius americans i l'1,66% blancs.

## Poblacions més properes
El següent diagrama mostra les poblacions més properes.